# Август Леманн
Август Леманн (нім. August Lehmann, 26 лютого 1909, Цюрих — 13 вересня 1973) — швейцарський футболіст, що грав на позиції захисника, зокрема, за клуби «Цюрих» та «Грассгоппер», а також національну збірну Швейцарії.
Триразовий чемпіон Швейцарії. Чотириразовий володар кубка Швейцарії.

## Клубна кар'єра
У футболі дебютував 1928 року виступами за команду «Цюрих», в якій провів шість сезонів. В чемпіонаті Швейцарії 1932 року клуб Леманна виграв Групу 1 і вийшов до фінального турніру для чотирьох команд. «Цюрих» і «Лозанна» набрали однакому кількість очок і для визначення чемпіона був призначений додатковий матч між цими суперниками, що відбувся 3 липня 1932 року. Леманн відкрив рахунок у грі, але його клуб програв 2:5.
Протягом 1933—1937 років захищав кольори клубу «Лозанна». Перший сезон в новому клубі відіграв в нападі, але пізніше перейшов в лінію захисту, де грав до завершення кар'єри. В сезоні 1934-1935 виграв з клубом чемпіонат Швейцарії. «Лозанна» на одне очко випередила «Серветт». В цьому ж році команда здобула Кубок Швейцарії, розгромивши у фіналі «Нордштерн» з рахунком 10:0.
В чемпіонаті 1935-1936 «Лозанна» вдруге поспіль стала переможцем. Влітку клуб взяв участь в Кубку Мітропи. Швейцарські клуби вперше отримали запрошення виступити в турнірі і розпочинали свій шлях в кваліфікаційному раунді. Всі чотири команди зі Швейцарії не змогли пройти цю стадію. «Лозанна» зустрічалась з чехословацьким клубом «Жиденіце» і в першому матчі програла з рахунком 0:5. Вдома клуб з Лозанни виграв з рахунком 2:1, але далі пройшов суперник. 
В 1937 році «Лозанна» невдало виступила в чемпіонаті, опустившись на восьме місце. В кубку команда дійшла до фіналу, де з великим рахунком програла «Грассгопперу» — 0:10.
Саме до складу «Грассгоппера» Леманн приєднався в 1937 році. Відіграв за команду з Цюриха наступні п'ять сезонів своєї ігрової кар'єри.
Завершив професійну ігрову кар'єру у клубі «Санкт-Галлен», за команду якого виступав протягом 1942—1943 років.

## Виступи за збірну
1930 року дебютував в офіційних матчах у складі національної збірної Швейцарії. Протягом кар'єри у національній команді, яка тривала 14 років, провів у її формі 32 матчі, забивши 3 голи.
Був присутній в заявці збірної на чемпіонаті світу 1938 року у Франції, але на поле не виходив.
Помер 13 вересня 1973 року на 65-му році життя.

## Статистика виступів

### Статистика виступів в чемпіонаті
Враховано виступи в складі «Цюриха» в 1930-1933 роках, а також у вищому професійному дивізіоні чемпіонату Швейцарії починаючи з сезону 1933/34.
| Сезон                                      | Матчі | Голи | Клуб         |
| ------------------------------------------ | ----- | ---- | ------------ |
| Чемпіонат Швейцарії 1931/32. Група Схід    | 4     | 5    | Цюрих        |
| Чемпіонат Швейцарії 1931/32. Група і фінал | 18    | 15   | Цюрих        |
| Національна ліга 1932/33. Група 1          | 5     | 3    | Цюрих        |
| Перехідна ліга 1932/33                     | 4     | 2    | Цюрих        |
| Чемпіонат Швейцарії 1933/34                | 29    | 12   | Лозанна      |
| Чемпіонат Швейцарії 1934/35                | 26    | 1    | Лозанна      |
| Чемпіонат Швейцарії 1935/36                | 23    | 0    | Лозанна      |
| Чемпіонат Швейцарії 1936/37                | 24    | 2    | Лозанна      |
| Чемпіонат Швейцарії 1937/38                | 6     | 0    | Лозанна      |
| Чемпіонат Швейцарії 1937/38                | 12    | 0    | Грассгоппер  |
| Чемпіонат Швейцарії 1938/39                | 22    | 0    | Грассгоппер  |
| Чемпіонат Швейцарії 1939/40                | 20    | 0    | Грассгоппер  |
| Чемпіонат Швейцарії 1940/41                | 16    | 1    | Грассгоппер  |
| Чемпіонат Швейцарії 1941/42                | 23    | 1    | Санкт-Галлен |
| Чемпіонат Швейцарії 1942/43                | 23    | 1    | Санкт-Галлен |
| Чемпіонат Швейцарії 1943/44                | 21    | 2    | Санкт-Галлен |
| Чемпіонат Швейцарії 1944/45                | 6     | 1    | Санкт-Галлен |

### Статистика виступів у Кубку Мітропи
| №                      | Розіграш               | Стадія                 | Дата та місце проведення | Команда 1              | Рахунок | Команда 2       | Голи |
| ---------------------- | ---------------------- | ---------------------- | ------------------------ | ---------------------- | ------- | --------------- | ---- |
| 1                      | 1936                   | кв. раунд              | 7.06.1936 Брно           | Жиденіце (Брно)        | 5:0     | Лозанна         |      |
| 2                      | 1936                   | кв. раунд              | 14.06.1936 Лозанна       | Лозанна                | 2:1     | Жиденіце (Брно) |      |
| Всього у кубку Мітропи | Всього у кубку Мітропи | Всього у кубку Мітропи | Всього у кубку Мітропи   | Всього у кубку Мітропи | 2       |                 | 0    |

## Титули і досягнення
- Чемпіон Швейцарії (3):

«Лозанна»: 1934-1935, 1935-1936
«Грассгоппер»: 1938-1939
- Володар кубка Швейцарії (4):

«Лозанна»: 1935
«Грассгоппер»: 1938, 1940, 1941